# Горња Вас (Самобор)
Горња Вас (хрв. Gornja Vas) је насељено место у саставу града Самобора, Загребачка жупанија, Хрватска.

## Историја
До територијалне реорганизације у Хрватској била је у саставу старе загребачке приградске општине Самобор.

## Становништво
У попису становништва из 2011. године, Горња Вас је имала 36 становника.
| Број становника према пописима | Број становника према пописима | Број становника према пописима | Број становника према пописима | Број становника према пописима | Број становника према пописима | Број становника према пописима | Број становника према пописима | Број становника према пописима | Број становника према пописима | Број становника према пописима | Број становника према пописима | Број становника према пописима | Број становника према пописима | Број становника према пописима | Број становника према пописима |
| ------------------------------ | ------------------------------ | ------------------------------ | ------------------------------ | ------------------------------ | ------------------------------ | ------------------------------ | ------------------------------ | ------------------------------ | ------------------------------ | ------------------------------ | ------------------------------ | ------------------------------ | ------------------------------ | ------------------------------ | ------------------------------ |
| 1857                           | 1869                           | 1880                           | 1890                           | 1900                           | 1910                           | 1921                           | 1931                           | 1948                           | 1953                           | 1961                           | 1971                           | 1981                           | 1991                           | 2001                           | 2011                           |
| 134                            | 180                            | 202                            | 201                            | 210                            | 226                            | 218                            | 208                            | 199                            | 206                            | 177                            | 162                            | 123                            | 78                             | 42                             | 36                             |

### Попис1910.
| Горња Вас                                                                | Горња Вас                                                                          |
| ------------------------------------------------------------------------ | ---------------------------------------------------------------------------------- |
| језик                                                                    | вера                                                                               |
| укупно: 226 Хрватски 213 (94,24%) Словеначки 10 (4,42%) Српски 3 (1,32%) | укупно: 226 Римокатолици 218 (96,46%) Гркокатолици 5 (2,21%) Православци 3 (1,32%) |